# 洪特海姆
洪特海姆是德国莱茵兰-普法尔茨州的一个市镇。总面积24.78平方公里，总人口824人，其中男性406人，女性418人（2011年12月31日），人口密度33人/平方公里。